# صنعت نفت جمهوری آذربایجان

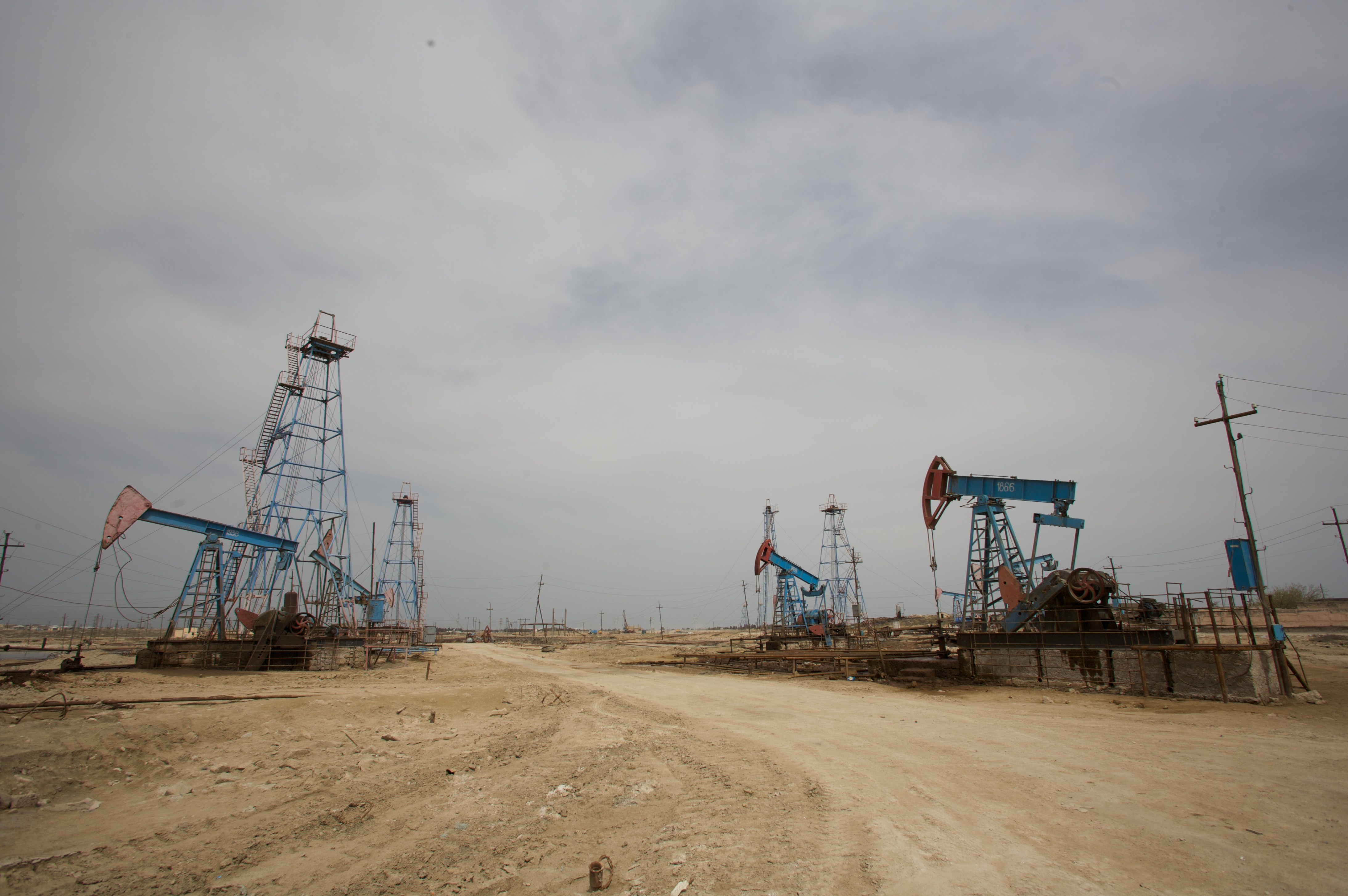
تصویری از منابع نفت جمهوری آذربایجان

صنعت نفت جمهوری آذربایجان یکی از مهمترین صنایع تولیدی این کشور است که بر پایه میدان‌های نفتی جمهوری آذربایجان شکل گرفته. این میادین نفتی با مجموع ذخیره حدود ۷ میلیارد بشکه، آذربایجان را در رده نوزدهم کشورهای دارای بزرگترین ذخایر نفتی جهان جای داده. صنعت نفت این کشور از پیشگامان بعد از کشف نفت به شمار می‌رفت.
بهره‌برداری از ذخایر نفتی این کشور از سال ۱۸۷۰ آغاز شد و در سده نوزدهم، این کشور پس از ایالات متحده آمریکا، دومین تولیدکننده نفت جهان بود. ولی در سده بیستم تولید نفت این کشور با افت تولید و رونق کم مواجه شد. توسعه میادین نفتی در سایر نقاط جهان، فرسودگی و نامرغوب بودن تجهیزات صنعت نفت این کشور که یادگاری از دوران اتحاد جماهیر شوروی بوده و در ادامه فروپاشی اتحاد جماهیر شوروی و استقلال جمهوری آذربایجان و جنگ قره‌باغ و شکست آذربایجان از جمله مهمترین عوامل افت این صنعت در این کشور محسوب می‌شود. بعد از ده‌ها سال رکود این صنعت، در سال ۱۹۹۸ با بهره‌برداری از طرح‌های توسعه جدید میادین نفتی این کشور، تولید نفت این کشور سیر صعودی به خود گرفت و در سال ۲۰۰۰ به حدود ۲۸۳ هزار بشکه در روز رسید. تولید متوسط روزانه نفت در سال ۲۰۰۱ حدود۲۹۴ هزار بشکه برآورد می‌شود. سال ۱۹۹۴ سال مهمی برای صنعت نفت این کشور بود و آذربایجان توانست با کنسرسیومی متشکل از چندین شرکت نفتی مطرح دنیا، قراردادی ۳۰ ساله به منظور تولید نفت این کشور به امضا برساند که قرارداد قرن نام گرفت.
آذربایجان برای پالایش نفت استخراجی دو پالایشگاه مستهلک شده در اختیار دارد که نیازمند بازسازی هستند. پالایشگاه Azneftyag با ظرفیت پالایش ۲۳۰ هزار بشکه نفت خام در روز و پالایشگاه Azneftyanacag با ظرفیت ۲۸۰ هزار بشکه در روز. نفت صادراتی از دو مسیر خط لوله روسیه و گرجستان به دریای سیاه می‌رسد. به موجب مطالعات بعمل آمده، آذربایجان تمایل یک خط لوله نفت با ظرفیت از مسیر ایران برای صادرات نفت خود احداث نماید که دلیل مخالفت مانع‌تراشی آمریکا، تاکنون به ثمر نرسیده و به این دلیل آذربایجان نتوانسته بازار بزرگی برای صادرات خود دست و پا کند که پیامد آن بی‌انگیزگی شرکت‌های نفتی سرمایه‌گذار برای سرمایه‌گذاری و تولید نفت بیشتر از میادین این کشور بوده که در نهایت به درآمد ناکافی خود این کشور از بازار بزرگ نفت جهان منتهی شده است.